# Bronisław Szczyradłowski
Bronisław Mikołaj Szczyradłowski (ur. 5 grudnia 1887 w Mikulińcach, zm. 1940 w ZSRR) – podpułkownik piechoty Wojska Polskiego, działacz niepodległościowy, kawaler Orderu Virtuti Militari.

## Życiorys
Urodził się 5 grudnia 1887 w Mikulińcach, w ówczesnym powiecie tarnopolskim Królestwa Galicji i Lodomerii, w rodzinie Stanisława i Józefy z Szadorskich. Ukończył szkołę w rodzinnych Mikulińcach. W 1908 zdał egzamin dojrzałości w C. K. VI Gimnazjum we Lwowie we Lwowie. W 1913 ukończył studia na Wydziale Prawa Uniwersytetu Franciszkańskiego we Lwowie, po czym pracował w kancelarii adwokackiej. 
Po wybuchu I wojny światowej został wcielony do C. K. Armii. Mianowany podporucznikiem w rezerwie piechoty z dniem 1 lipca 1915. Był przydzielony do pułku piechoty nr 95. Trafił do niewoli rosyjskiej i przebywał w obozach Samara i Chwałyńsk. Następnie wstąpił do 5 Dywizji Syberyjskiej. W tym czasie ukończył szkołę oficerską. Był dowódcą kompanii w 1 pułku strzelców polskich.
Po odzyskaniu przez Polskę niepodległości w 1918 wstąpił do Wojska Polskiego. Służył w 2 pułku piechoty Legionów. W stopniu majora był uczestnikiem wojny polsko-bolszewickiej 1920 roku. Za swoje czyny został wyróżniony Krzyżem Virtuti Militari oraz trzykrotnie Krzyżem Walecznych. 
1 czerwca 1921 pełnił służbę w 2 Syberyjskim pułku piechoty, przemianowanym na 83 pułk piechoty. 3 maja 1922 został zweryfikowany w stopniu majora ze starszeństwem z dniem 1 czerwca 1919 i 278. lokatą w korpusie oficerów piechoty, a jego oddziałem macierzystym był nadal 83 pułk piechoty. 10 lipca 1922 został zatwierdzony na stanowisku dowódcy batalionu w 53 pułku piechoty Strzelców Kresowych w Stryju. W 1923 pełnił obowiązki dowódcy batalionu sztabowego 53 pp. W następnym roku został wyznaczony na stanowisko kwatermistrza pułku. W 1925 dowodził III batalionem 53 pp. Z dniem 21 września 1926 został przeniesiony służbowo do Centralnej Szkoły Strzelniczej w Toruniu, w charakterze słuchacza ósmego normalnego trzymiesięcznego kursu. 12 kwietnia 1927 został mianowany podpułkownikiem ze starszeństwem z dniem 1 stycznia 1927 i 10. lokatą w korpusie oficerów piechoty. 5 maja 1927 został przesunięty w 53 pułku piechoty na stanowisko zastępcy dowódcy pułku. 28 czerwca 1933 został przeniesiony do 9 Okręgowego Urzędu Wychowania Fizycznego i Przysposobienia Wojskowego w Brześciu na stanowisko kierownika. Z dniem 31 grudnia 1935 został przeniesiony w stan spoczynku. W 1936 wrócił do Lwowa i zamieszkał przy ul. Grunwaldzkiej 13 m. 9.
Po wybuchu II wojny światowej w czasie kampanii wrześniowej 1939 w Dowództwie Obrony Lwowa gen. Władysława Langnera. W listopadzie 1939 odmówił współpracy z NKWD w związku z czym został aresztowany 9 lub 10 grudnia i osadzony w więzieniu na Brygidkach we Lwowie. Został zamordowany w nieznanych okolicznościach. Żona podpułkownika Józefa i córka Krystyna zostały deportowane w 1940 na Sybir. Jego nazwisko znalazło się na tzw. Ukraińskiej Liście Katyńskiej opublikowanej w 1994. Został wymieniony na liście wywózkowej 55/5-3 pod numerem 3293 jako „Bronisław Szyradłowski”.
W 2007 archeolodzy prowadzący wykopaliska w Bykowni, potencjalnym miejscem pochówku polskich oficerów pomordowanych na wschodzie, odnaleźli nieśmiertelnik należący do sierżanta Józefa Naglika, będący według historyków pierwszym niepodważalnym dowodem na to, iż część z pomordowanych Polaków, została zabita w Kijowie, a następnie pogrzebana w zbiorowych mogiłach w Bykowni. We wrześniu tego samego roku w jednym ze zbiorowych grobów archeolodzy odnaleźli 7-centymetrowy grzebyk do wyczesywania wszy austriackiej firmy Matador Garantie, z wydrapanymi prawdopodobnie szpilką nazwiskami czterech polskich żołnierzy, w tym ppłk. Bronisława Szczyradłowskiego („Szczyrad”). Ofiary tej części zbrodni katyńskiej zostały pochowane na otwartym w 2012 Polskim Cmentarzu Wojennym w Kijowie-Bykowni.

## Ordery i odznaczenia
- Krzyż Srebrny Orderu Wojskowego Virtuti Militari nr 7410 – 1922[27][28][29]
- Krzyż Niepodległości – 28 grudnia 1933 „za pracę w dziele odzyskania niepodległości”[30] zamiast uprzednio nadanego Medalu Niepodległości[31]
- Krzyż Walecznych trzykrotnie (po raz drugi w 1921[32])
- Złoty Krzyż Zasługi – 19 marca 1931 „za zasługi na polu organizacji i wyszkolenia wojska”[33]
- Medal Zwycięstwa – 16 stycznia 1925[34]
- Srebrne Medale Waleczności 1 i 2 klasy – przed 1916[6]